# Thyrateles camelinus
Thyrateles camelinus är en stekelart som först beskrevs av Wesmael 1845.  Thyrateles camelinus ingår i släktet Thyrateles och familjen brokparasitsteklar. Arten är reproducerande i Sverige.

## Underarter
Arten delas in i följande underarter:
- T. c. marginatus
- T. c. striatus
- T. c. bipunctatus